# Jacob Munch
Jacob Munch (født 9. august 1776 i Kristiansand, død 10. juni 1839 i Kristiania) var en norsk maler. Han var fætter til Johan Storm Munch.
Munch blev officer og var 1812 avanceret til kaptajn. Ved adskillelsen fra Danmark 1814 forblev han i den norske hær. Sin kunstneriske uddannelse fik han ved Kunstakademiet i København 1804—06 og fik derefter stipendium til en udenlandsrejse. På denne rejse malede han 1809 Oehlenschlägers portræt i Paris. Munch kom derefter til Italien, hvor han i Rom gjorde Thorvaldsens bekendtskab og malede hans portræt i ridderdragt, omgivet af hans billedhuggerarbejder. Ved sin tilbagekomst til Norge 1814 levede han væsentlig af at male portrætter og fik af kong Karl Johan i opdrag at male det store kroningsbillede 1818 (Det Kongelige Slott). Han var en af stifterne af Den kongelige Kunst- og Tegneskole, hvor han virkede i flere år som lærer. En stor række kendte nordmænds portrætter fra hans pensel findes endnu i ældre slægter rundt om i Landet. Foruden det figurrige og i historisk henseende interessante kroningsbillede fra 1818 kan også nævnes et portræt af Christian VIII's søn, den senere Frederik VII som barn (i Eidsvoldsbygningen) samt portræt af filosoffen Frederik Christian Sibbern (Frederiksborgmuseet).